# Centaurea golestanica
Centaurea golestanica là một loài thực vật có hoa trong họ Cúc. Loài này được Akhani & Wagenitz mô tả khoa học đầu tiên năm 1999.